# Турнир Рио — Сан-Паулу 1962
Шестнадцатый розыгрыш турнира Рио — Сан-Паулу был проведён в 1962 году. Участниками должны были стать десять команд, по пять от штатов Сан-Паулу и Рио-де-Жанейро. Позже клуб «Сантос» отказался от участия в первенстве, и от штата Сан-Паулу выступало только четыре клуба. Структура турнира была немного изменена по сравнению с предыдущим годом. Команды составили две группы, разделяясь по территориальному признаку. Но, в отличие от сезона 1961 года, команды играли матчи в группе лишь с клубами из своего штата. По итогам первенства в следующий этап из каждой группы выходило по две команды. Они, в свою очередь, составили новую группу, где клубы играли по одной встрече со всеми соперниками. Победителем первенства стала «Ботафого».

## Игры первого этапа
| Дата            | Команда 1     | Счёт | Команда 2           |
| --------------- | ------------- | ---- | ------------------- |
| 14 февраля 1962 | Америка (Рио) | 1:0  | Васко да Гама       |
| 15 февраля 1962 | Фламенго      | 1:0  | Флуминенсе          |
| 18 февраля 1962 | Ботафого      | 1:0  | Флуминенсе          |
| 18 февраля 1962 | Коринтианс    | 3:2  | Португеза Деспортос |
| 20 февраля 1962 | Фламенго      | 0:0  | Америка (Рио)       |
| 21 февраля 1962 | Ботафого      | 4:1  | Васко да Гама       |
| 21 февраля 1962 | Сан-Паулу     | 2:2  | Португеза Деспортос |
| 22 февраля 1962 | Палмейрас     | 3:0  | Коринтианс          |
| 25 февраля 1962 | Фламенго      | 1:1  | Васко да Гама       |
| 25 февраля 1962 | Палмейрас     | 2:1  | Португеза Деспортос |
| 26 февраля 1962 | Ботафого      | 4:1  | Америка (Рио)       |
| 25 февраля 1962 | Коринтианс    | 1:1  | Сан-Паулу           |
| 1 марта 1962    | Фламенго      | 3:2  | Ботафого            |
| 2 марта 1962    | Америка (Рио) | 3:0  | Флуминенсе          |
| 3 марта 1962    | Сан-Паулу     | 2:1  | Палмейрас           |
| 10 марта 1962   | Васко да Гама | 4:3  | Флуминенсе          |

## Турнирная таблица группа А
| Таблица группы «А» Турнира Рио — Сан-Паулу 1962 | Таблица группы «А» Турнира Рио — Сан-Паулу 1962 | Таблица группы «А» Турнира Рио — Сан-Паулу 1962 | Таблица группы «А» Турнира Рио — Сан-Паулу 1962 | Таблица группы «А» Турнира Рио — Сан-Паулу 1962 | Таблица группы «А» Турнира Рио — Сан-Паулу 1962 | Таблица группы «А» Турнира Рио — Сан-Паулу 1962 | Таблица группы «А» Турнира Рио — Сан-Паулу 1962 | Таблица группы «А» Турнира Рио — Сан-Паулу 1962 | Таблица группы «А» Турнира Рио — Сан-Паулу 1962 |
| Позиция                                         | Команда                                         | Матчи                                           | Победы                                          | Ничьи                                           | Поражения                                       | Забито                                          | Пропущено                                       | Разница голов                                   | Очки                                            |
| ----------------------------------------------- | ----------------------------------------------- | ----------------------------------------------- | ----------------------------------------------- | ----------------------------------------------- | ----------------------------------------------- | ----------------------------------------------- | ----------------------------------------------- | ----------------------------------------------- | ----------------------------------------------- |
| 1                                               | Ботафого                                        | 4                                               | 3                                               | 0                                               | 1                                               | 11                                              | 5                                               | +6                                              | 6                                               |
| 1                                               | Фламенго                                        | 4                                               | 2                                               | 2                                               | 0                                               | 5                                               | 3                                               | +2                                              | 6                                               |
| 3                                               | Америка (Рио)                                   | 4                                               | 2                                               | 1                                               | 1                                               | 5                                               | 4                                               | +1                                              | 5                                               |
| 4                                               | Васко да Гама                                   | 4                                               | 1                                               | 1                                               | 2                                               | 6                                               | 9                                               | -3                                              | 3                                               |
| 5                                               | Флуминенсе                                      | 4                                               | 0                                               | 0                                               | 4                                               | 3                                               | 9                                               | -6                                              | 0                                               |

## Турнирная таблица группа B
| Таблица группы «B» Турнира Рио — Сан-Паулу 1962 | Таблица группы «B» Турнира Рио — Сан-Паулу 1962 | Таблица группы «B» Турнира Рио — Сан-Паулу 1962 | Таблица группы «B» Турнира Рио — Сан-Паулу 1962 | Таблица группы «B» Турнира Рио — Сан-Паулу 1962 | Таблица группы «B» Турнира Рио — Сан-Паулу 1962 | Таблица группы «B» Турнира Рио — Сан-Паулу 1962 | Таблица группы «B» Турнира Рио — Сан-Паулу 1962 | Таблица группы «B» Турнира Рио — Сан-Паулу 1962 | Таблица группы «B» Турнира Рио — Сан-Паулу 1962 |
| Позиция                                         | Команда                                         | Матчи                                           | Победы                                          | Ничьи                                           | Поражения                                       | Забито                                          | Пропущено                                       | Разница голов                                   | Очки                                            |
| ----------------------------------------------- | ----------------------------------------------- | ----------------------------------------------- | ----------------------------------------------- | ----------------------------------------------- | ----------------------------------------------- | ----------------------------------------------- | ----------------------------------------------- | ----------------------------------------------- | ----------------------------------------------- |
| 1                                               | Палмейрас                                       | 3                                               | 2                                               | 0                                               | 1                                               | 6                                               | 3                                               | +3                                              | 4                                               |
| 1                                               | Сан-Паулу                                       | 3                                               | 1                                               | 2                                               | 0                                               | 5                                               | 4                                               | +1                                              | 4                                               |
| 3                                               | Коринтианс                                      | 3                                               | 1                                               | 1                                               | 1                                               | 4                                               | 6                                               | -2                                              | 3                                               |
| 4                                               | Португеза Деспортос                             | 3                                               | 0                                               | 1                                               | 2                                               | 5                                               | 7                                               | -2                                              | 1                                               |

## Специальный матч
Специальная игра, проведенная между сильнейшими командами группы «B» была проведена 8 марта. Игра не выявила победителя, потому «Палмейрас» по лучшим показателям побед и забитых мячей был объявлен победителем этой группы
| Дата         | Команда 1 | Счёт | Команда 2 |
| ------------ | --------- | ---- | --------- |
| 8 марта 1962 | Палмейрас | 1:1  | Сан-Паулу |

## Игры финального этапа
| Дата          | Команда 1 | Счёт | Команда 2 |
| ------------- | --------- | ---- | --------- |
| 11 марта 1962 | Ботафого  | 2:1  | Сан-Паулу |
| 11 марта 1962 | Палмейрас | 3:0  | Фламенго  |
| 14 марта 1962 | Ботафого  | 1:0  | Фламенго  |
| 14 марта 1962 | Сан-Паулу | 2:1  | Палмейрас |
| 17 марта 1962 | Ботафого  | 3:1  | Палмейрас |
| 17 марта 1962 | Сан-Паулу | 2:2  | Фламенго  |

## Турнирная таблица финальной группы
| Турнирная таблица финальной группы Турнира Рио — Сан-Паулу 1962 | Турнирная таблица финальной группы Турнира Рио — Сан-Паулу 1962 | Турнирная таблица финальной группы Турнира Рио — Сан-Паулу 1962 | Турнирная таблица финальной группы Турнира Рио — Сан-Паулу 1962 | Турнирная таблица финальной группы Турнира Рио — Сан-Паулу 1962 | Турнирная таблица финальной группы Турнира Рио — Сан-Паулу 1962 | Турнирная таблица финальной группы Турнира Рио — Сан-Паулу 1962 | Турнирная таблица финальной группы Турнира Рио — Сан-Паулу 1962 | Турнирная таблица финальной группы Турнира Рио — Сан-Паулу 1962 | Турнирная таблица финальной группы Турнира Рио — Сан-Паулу 1962 |
| Позиция                                                         | Команда                                                         | Матчи                                                           | Победы                                                          | Ничьи                                                           | Поражения                                                       | Забито                                                          | Пропущено                                                       | Разница голов                                                   | Очки                                                            |
| --------------------------------------------------------------- | --------------------------------------------------------------- | --------------------------------------------------------------- | --------------------------------------------------------------- | --------------------------------------------------------------- | --------------------------------------------------------------- | --------------------------------------------------------------- | --------------------------------------------------------------- | --------------------------------------------------------------- | --------------------------------------------------------------- |
| 1                                                               | Ботафого                                                        | 3                                                               | 3                                                               | 0                                                               | 0                                                               | 6                                                               | 2                                                               | +4                                                              | 6                                                               |
| 2                                                               | Сан-Паулу                                                       | 3                                                               | 1                                                               | 1                                                               | 1                                                               | 5                                                               | 5                                                               | 0                                                               | 3                                                               |
| 3                                                               | Палмейрас                                                       | 3                                                               | 1                                                               | 0                                                               | 2                                                               | 5                                                               | 5                                                               | 0                                                               | 2                                                               |
| 4                                                               | Фламенго                                                        | 3                                                               | 0                                                               | 1                                                               | 2                                                               | 2                                                               | 6                                                               | -4                                                              | 1                                                               |

## Лучшие бомбардиры
| Место | Игрок          | Клуб          | Голы |
| ----- | -------------- | ------------- | ---- |
| 1     | Амарилдо       | Ботафого      | 8    |
| 2     | Америко Муроло | Палмейрас     | 3    |
| 2     | Шина           | Ботафого      | 3    |
| 2     | Дида           | Фламенго      | 3    |
| 2     | Жилдо          | Палмейрас     | 3    |
| 2     | Антонио Прадо  | Сан-Паулу     | 3    |
| 2     | Саулзиньо      | Васко да Гама | 3    |